# برمجيات تقدير كلف البناء
برمجيات تقدير كلف البناء هي برمجيات حاسوبية مصممة للمقاولين من أجل تقدير كلف البناء لمشروع معين. سيستخدم مُقدِّر الكلف عمومًا برمجيات تقدير حاسوبية لتقديم عرض سعرهم لمشروع ما، والذي سيصبح في النهاية جزء من عقد التشييد الناتج. يمكن أن يستخدم أيضًا بعض المعماريين والمهندسين ومدراء التشييد وآخرين برمجيات تقدير الكلف لتحضير كلف تقديرية من أجل مقاصد أخرى غير المناقصات.

## الطرق

### الطرق التقليدية
عادةً يحضر مقاولو البناء مناقصات أو عروض أسعار للمنافسة على إرساء عقد مشروع. لتحضير المناقصة، تجري في البداية عملية تقدير الكلفة من أجل تحديد الكِلف وبعدها وضع السعر (أو الأسعار). يتضمن هذا الأمر استعراض خطط ومواصفات المشروع لتقديم قائمة بالمواد أو رصد للكميات، التي هي عبارة عن جدولة كل مواد وسلع العمل المطلوبة في مشروع بناء من خلال ملفات البناء. جنبًا إلى جنب مع أسعار هذه العناصر، تُعد الكميات المحسوبة هي الأساس لحساب الكلفة المباشرة. تُضاف الكلف غير المباشرة والربح من أجل التوصل إلى المبلغ الإجمالي.

### جداول البيانات
استخدم مقدرو الكلف جداول ورقية مخططة لتنظيم قوائم المواد والتقدير أيضًا ضمن صفوف من البنود وأعمدة تحتوي على الوصف والكمية والمواد المُسعرة. كان بعض هذه الجداول مشابهًا لورقة سجل المحاسبات. أصبحت معروفة بالجداول الخضراء أو جداول البيانات.
مع ظهور الحواسيب في مجال الأعمال، بدأ المقدرون باستخدام تطبيقات جداول البيانات كفيزيكالك (الحاسب المرئي)، ولوتس 1-2-3، ومايكروسوفت إكسل لنسخ التنسيق المجدول التقليدي، وأتمتة الصيغ الرياضية التكرارية.
يستمر العديد من مُقدّري كلف البناء بالاعتماد بشكل أساسي على طرق يدوية، وملفات ورقية مطبوعة، و/أو جداول بيانات إلكترونية مثل مايكروسوفت إكسل. في حين تُعتبر جداول البيانات سهلة التعلّم نسبيًا وتُقدم وسائل لتشكيل وإعداد تقديرات لكِلف البناء و/أو نماذج للكلف، فإن فائدتهم تأتي بشكل كبير من قدرتهم على إعفاء المُقدرين بشكل جزئي من حسابات روتينية. على أي حال، لا تكون الدقة أفضل بالضرورة ولا تكون الإنتاجية بحدها الأقصى. مثلًا، يبقى إدخال البيانات مُملًا وعرضة للخطأ، وأخطاء الصيغ شائعة أيضًا، وعملية التعاون ومشاركة المعلومات محدودة.

### برمجيات التقدير المجزية
مع إقبال مُقدّري الكلف على الاعتماد بشكل كبير على جداول البيانات، أصبحت الصيغ ضمن جداول البيانات أكثر تعقيدًا، وأصبحت أخطاء جداول البيانات متكررة الحدوث. عمومًا، كانت أخطاءً في الصيغ وأخطاءً في الخلية المرجع التي ستؤدي غالبًا إلى حدوث تجاوزات في التكاليف. كنتيجة، أُحدثت تطبيقات برامج تقدير الكلف المجزية بشكل أساسي للتغلب على هذه الأخطاء من خلال استخدام صيغ وهياكل بيانات محددة بتعليمات برمجية ثابتة (أو ذات ترميز متين). من المزايا الأخرى استخدام قاعدة بيانات مرجعية للكِلف والمعطيات الأخرى، وتقديم تقارير متوقعة وذات إطار احترافي، بالإضافة إلى السرعة والدقة، وتوحيد معايير شامل للعملية.
حين أصبحت برامج تقدير الكلف رائجة أكثر وأكثر على مر السنين، أصبح هناك خصائص متقدمة أكثر، مثل حفظ البيانات من أجل إعادة الاستخدام وإجراء عمليات حسابية ذات وظيفة محددة. باعتبارها برامج مُصممة من أجل عمليات تشييد البناء، فقد تضمنت خاصية المكتبات البرمجية (وهي مجموعة من التعليمات التي تدعم عملية معنية) وخصائص برمجية أخرى من أجل البنّائين التقليديين. في المقابل، تتضمن البرامج المصممة للهندسة المدنية، مكتبات برمجية وخصائص أخرى من أجل مُنفذي الطُرق والمرافق والجسور.
هناك أيضًا أنظمة متطورة لتقدير الكلف وبرمجيات التنفيذ الفعال للمشاريع، تُستخدم لدمج الأساليب المتنوعة في عملية تنفيذ المشاريع - مثل طريقة إنجاز المشاريع التكاملي، وطريقة مقاولات جوب أوردر وطرق أخرى (مثل: آي دي آي كيو، جيه أو سي، سابر...) – بشكل آمن ومتزامن. تُمكن هذه الأنظمة مقدري الكلف ومدراء المشاريع من العمل بشكل تعاوني في مشاريع وتقديرات وعقود متعددة. هناك «قائمة قصيرة» من الإمكانيات الإضافية تتضمن القدرة على العمل مع كتب وإرشادات متعددة لتقدير الكلف بالإضافة إلى كتب تسعير الوحدة، والقدرة على تتبع وضع المشروع، وإجراء مقارنة للتقديرات بشكل أوتوماتيكي، وعملية نسخ/لصق سهلة، وعملية استنساخ، وإعادة استخدام التقديرات، وتُوفِّر عملية تقدير صورية (إبصارية) متكاملة ومتطورة وأدوات حساب كميات. ينتقل المالكون والمقاولون والمعماريون والمهندسون إلى نظم إدارية ونظم تقدير كلف متقدمة، وبدأت العديد من مجموعات الإشراف والرقابة بطلب استخدامهم أيضًا. يؤدي مستوى التعاون والشفافية وإمكانية إعادة استخدام المعلومات الذي تُقدمه برمجيات تقدير الكلف والتنفيذ الفعال للمشاريع إلى تخفيضات بمقدار 15-25%+  في سلسلة عمليات التوريد، وتقدير أسرع من ستة إلى عشر مرات، وتقلل أزمنة المشروع الكلية، باعتبارها تتيح تقليصًا كبيرًا في طلبات التعديل وإقصاءً شبه تام للنزاعات القانونية المرتبطة بالعقد.[بحاجة لمصدر]